# Затуловський Леонід Борисович
Леонид Борисович Затуловський (1 вересня 1935, м. Біла Церква — 16 грудня 2018, м. Київ) — український музикант, композитор, диригент, педагог, культурно-громадський діяч, Заслужений діяч мистецтв України.

## Біографія
Леонід Борисович Затуловський народився 1 вересня 1935 року в місті Біла Церква в сім'ї військовослужбовця. З 1944 року проживав в Чернівцях.

Навчався у Чернівецькій середній школі № 3, де функціонував духовий оркестр. Його перший музичний інструмент — труба. З роялем вперше ознайомився у Чернівецькому музичному училищі, яке закінчив у 1955 році і став викладачем Дитячої музичної шкои № 1 міста Чернівці, в якій йому було суджено пропрацювати уже 50 років.

Під час служби в армії написав дві перші естрадні пісні — «Солдатська лірична» і «Місячні дороги». 

Л.Затуловський — чудовий педагог і професійний музикант, композитор та диригент. 

Він — жива історія культурно-мистецького життя міста Чернівці. 

Організував кілька духових оркестрів у місті, заснував та керував одним з перших на Буковині самодіяльним естрадним ансамблем «Юність» (з 1967 р. ансамбль «Орбіта») при Чернівецькому обласному Будинку вчителя.
Він — засновник і впродовж 1976—1980 років — музичний керівник вокально-естрадного ансамблю «Черемош» Чернівецької обласної філармонії, який став лауреатом республіканського конкурсу «Молоді голоси», а його солістки — Лідія Ротару та Ауріка Ротару — теж відомими за межами України.

Пізніше — перший на Буковині естрадно-симфонічний оркестр при Чернівецькому об'єднанні музичних ансамблів, де він працював диригентом.

Це справді величезна духовна напруга професіонала, який вів помітну концертну діяльність, репетиційну, методичну роботу з аматорськими і професійними колективами, водночас — аранжування та обробки народних пісень й інших зразків буковинського фольклору.

Л.Затуловський заслужено вважається одним із провідних спеціалістів у справі підготовки музичних кадрів на Буковині: виконавців, викладачів, диригентів, композиторів…

Серед них Василь Михайлюк, Костянтин Мітран, Андрій Плішка, а також народний артист України, композитор Миколи Мозговий, трубач — Карл Немечек (нині громадянин Німеччини), професор Новосибірської консерваторії Віктор Слепинін, композитори Віктор Бусленко та Анатолій Альпер у Санкт-Петербурзі та інші.

Леонід Борисович Затуловський нині — Заслужений діяч мистецтв України, лауреат обласної літературно-мистецької премії імені Сидора Воробкевича, міжнародної премії імені Заслуженої артистки України Сіді Таль. 

Його іменем в 1996 році названо зірку в сузір'ї «Ліра».

## Творчий набуток
- близько 80 естрадних пісень, що друкувалися в дванадцяти музичних збірниках(серед найбільш відомих — «Забудь печаль» і "Чарівне Танго на слова Т.Севернюк).
- низка п'єс для симфонічного, камерного, духового та естрадно-симфонічного оркестрів;
- симфонічна поема «Буковина»;
- «Буковинські рапсодії» № 1-3 для симфонічного оркестру;
- кантати «Пам'ять» для солістів, хору і симфонічного оркестру;
- симфонічна сюїта «Блукаючі зірки»;
- цикл прелюдій «Дитячий альбом» для фортепіано;
- цикл пісень для хору хлопчиків «Дитячий альбом для труби»;
- музика для трьох спектаклів Сіді Таль «Концертино»;
- «Концертіно» для фортепіано та симфонічного оркестру;
- велика кількість хорових творів та ін;
- музика до чотирьох вистав;
- створив велику кількість творів та авторських аранжувань для ансамблів різного інструментального складу — джазових, вокально-інструментальних, народних, духових, ансамблів баяністів та акордеоністів.

Серед виконавців творів композитора:
- Національний оркестр народних інструментів України,
- Академічний Буковинський ансамбль пісні і танцю,
- Академічний симфонічний оркестр Чернівецької обласної філармонії,
- філармонічний камерний оркестр «Наяни» м. Нью-Йорк,
- ВІА " Черемош ", " Смерічка ", " Сурми ",
- народні артисти України Софія Ротару, Іван Красовський, Я. Табачник, Ю. Богатиков, В. Зінкевич, Н. Яремчук, Л. Сандулеса, заслужені артисти України Ауріка Ротару, С. Таль, В. Купріна, Я. Солтис, І. Дерда, скрипковий дует П. Чоботов і Л. Шапко та ін

## Нагороди
- Заслужений діяч мистецтв України (1996);
- Літературно-мистецька премія імені Сидора Воробкевича (2006);
- Міжнародна премія ім. Сіді Таль (1997);
- Лауреат міжнародних і українських конкурсів і фестивалів (неодноразово)..